# Alone (chanson)
Pour les articles homonymes, voir Alone.
Alone est une chanson écrite et composée par Billy Steinberg (en) et Tom Kelly (en) qui l'enregistrent avec leur groupe i-TEN sur l'album Taking a Cold Look sorti en 1983.
Elle devient un succès en 1987 quand le groupe de rock américain Heart en fait une reprise. Tiré de l'album Bad Animals, elle se classe notamment en tête du Billboard Hot 100 et des charts canadiens.
Céline Dion reprend à son tour la chanson en 2008. 

## Version de Heart
Singles de Heart
If Looks Could Kill
(1986) Who Will You Run To
(1987)
Alone est un single du groupe américain Heart sorti le 15 mai 1987, premier extrait de l'album Bad Animals. 

### Classements hebdomadaires
| Classement (1987)                      | Meilleure position |
| -------------------------------------- | ------------------ |
| Allemagne (GfK Entertainment)          | 18                 |
| Australie (Kent Music Report)          | 6                  |
| Autriche (Ö3 Austria Top 40)           | 22                 |
| Belgique (Flandre Ultratop 50 Singles) | 8                  |
| Canada (RPM 100 Singles)               | 1                  |
| Canada (RPM Adult Contemporary)        | 1                  |
| États-Unis (Billboard Hot 100)         | 1                  |
| Irlande (IRMA)                         | 3                  |
| Norvège (VG-lista)                     | 5                  |
| Pays-Bas (Nederlandse Top 40)          | 6                  |
| Pays-Bas (Single Top 100)              | 6                  |
| Royaume-Uni (UK Singles Chart)         | 3                  |
| Suisse (Schweizer Hitparade)           | 4                  |

### Certifications
| Pays                  | Certification | Unités certifiées |
| --------------------- | ------------- | ----------------- |
| Canada (Music Canada) | Or            | 50 000            |
| Royaume-Uni (BPI)     | Platine       | 600 000           |

## Version de Céline Dion
Singles de Céline Dion
A World To Believe In
(2008) My Love
(2008)
Pistes de Taking Chances
Taking Chances Eyes on Me
Alone est un single de Céline Dion sorti le 5 mai 2008, tiré de l'album Taking Chances. C'est le deuxième extrait en Amérique et en Europe et le troisième extrait au Royaume-Uni.
C'est Ben Moody, l'ex-guitariste d'Evanescence qui produit la chanson. Le vidéoclip de Alone a été tourné lors de la série télé That's Just in Woman in Me et sera lancé en mars 2008.
Céline interprète Alone pendant la tournée promotionnelle de Taking Chances entre novembre et décembre 2007. Elle interprétera la chanson pendant la tournée Taking Chances Tour.
Pendant la tournée promotionnelle, au Royaume-Uni, la chanson débute en 85e position et passe 2 semaines dans les charts. Au Canada, la chanson débute en 57e au Canada. Il s'agit de la 5e chanson à débuter aussi haut. Il a fait par la suite un gros flop. En Suède, la chanson atteint la 52e position. 

### Format et liste des chansons
Téléchargement Digital  Royaume-Uni,  Irlande 
1. Alone

CD Promotionnel  Canada,  Corée du Sud,  États-Unis,  France 
1. Alone

### Classements hebdomadaires
| Classement (2008)                           | Meilleure position |
| ------------------------------------------- | ------------------ |
| Canada (Canadian Hot 100)                   | 57                 |
| États-Unis (Bubbling Under Hot 100 Singles) | 24                 |
| Royaume-Uni (UK Singles Chart)              | 85                 |
| Suède (Sverigetopplistan)                   | 52                 |

## Autres reprises
En 2001, la reprise de Alone par le groupe finlandais de power metal Warmen se classe 15e des ventes de singles en Finlande.
La chanson a également été reprise par le casting de la série télévisée Glee et figure sur la bande originale de la première saison en 2009. Le single s'est classé 25e en Irlande et 47e au Royaume-Uni,.
La chanteuse canadienne Alyssa Reid (en) a repris plusieurs éléments de la chanson, dont le refrain, sur son titre Alone Again qui est un succès au Canada en 2011 (11e dans le Canadian Hot 100) puis dans plusieurs pays en Europe en 2012 (2e au Royaume-Uni, 15e en Irlande, 25e en Belgique, 59e aux Pays-Bas,,,).
Gabriela Gunčíková reprend le titre en 2011.
En 2012, la version de Floortje Smit (en), candidate de The Voice of Holland, arrive 3e des ventes de singles aux Pays-Bas.
En 2020 Floor Jansen reprend ce titre dans une vidéo postée sur le site Youtube.